# Sündige Grenze
Sündige Grenze ist ein deutscher Kriminalfilm aus dem Jahre 1951 von Robert A. Stemmle. Die Hauptrollen spielen Dieter Borsche und Inge Egger.

## Handlung
Die Rabatzer sorgen mit ihren Schmuggelaktivitäten – besonders lohnendes Schmuggelgut ist der im frühen Nachkriegsdeutschland hoch besteuerte schwarze Kaffee – im deutsch-belgisch-niederländischen Dreiländereck für reichlich Schlagzeilen. Dabei handelt es sich um zumeist sozial verwahrloste Jugendliche zwischen 13 und 16 Jahren. Zu dieser Gruppe zählen auch die 16-jährige Marianne Mertens, deren Vater derzeit wegen Schmuggels drei Monate Gefängnis absitzt, und ihr erst 13-jähriger Bruder Heinz. Wieder einmal soll eine Aktion durchgeführt werden, an der rund hundert Jugendliche teilnehmen. Die Zöllner, die die Grenze so gut bewachen wie es geht, können bei jedem illegalen Grenzübertritt allenfalls bis an die zehn Kinder ergreifen, und so zahlt sich die Kosten-Nutzen-Rechnung des Anführers Krapp zumeist aus. Jan Krapp hat diesmal Marianne einen eigenen „Stoßtrupp“ anvertraut, und tatsächlich schafft sie es, unbeschadet zu ihrem Kontaktmann, dem Schwarzhändler Mielke, in einem verlassenen Fabrikgelände vorzustoßen und das Geschäft – diesmal handelt es sich um Rauschgift – zur Zufriedenheit ihres Auftraggebers durchzuführen. Währenddessen hat die Polizei diese Nacht neun Kinder aufgegriffen, die vom Zollkommissar Dietrich verhört werden. Dieses Mal hat es auch den kleinen Heinz erwischt. Beim Verhör lügen alle, dass sich die Balken biegen und geben auch noch falsche Namen an.
Vor Ort ist ein junger Mann eingetroffen, der seine Doktorarbeit über das Problem des Kinderbandenschmuggels schreiben will. Der engagierte Student heißt Hans Fischer und wird sich bald als Inbegriff eines verständnisvollen Seelsorgers herausstellen. Immer mehr entwickelt er sich vom unbeteiligten Beobachter zum einfühlsamen Helfer in diesem Jugenddrama. Die gutmütige Lehrerin Frl. Jansen, in deren Klasse ständig zahlreiche Kinder fehlen, wenn diese gerade wieder einmal auf Schmuggeltour sind, hat längst aufgegeben. Es wird offensichtlich, dass viele der Rabatzer-Kinder von ihren nichtsnutzigen Eltern zum Grenzschmuggel angehalten werden. Plötzlich taucht Marianne in der Klasse auf, um ihren Bruder Heinz als „krank“ zu melden. Fischer riecht den Braten und stattet daraufhin der Familie Mertens einen Besuch ab. Dort empfängt ihn Marianne mit allergrößtem Misstrauen. Das Wochenendtanzvergnügen nutzt Krapp, um neue Kontakte für lohnendere Schmuggelaktivitäten zu knüpfen. Bei der nächsten lukrativen Aktion überträgt Krapp, der mit Mariannes letzter Aktion sehr zufrieden war, dem Mädchen erneut die Führung einer Rabatzertrupps. Fischer ahnt etwas und hängt sich an sie ran. Im Rabatzer-Treffpunkt, der alten Fabrik, trifft er auf Marianne, während sich Krapp rechtzeitig abgesetzt hat. Fischer versucht Marianne, für die er etwas empfindet, ihr Tun auszureden.
Vater Mertens ist vorzeitig aus dem Gefängnis als geläutert entlassen worden und verbietet seinen beiden minderjährigen Kindern fortan das „rabatzen“. Wütend schlägt er auf seine rebellische Tochter ein. Doch Marianne ist längst eigenständig geworden und lässt sich nichts mehr von ihrem alten Herrn sagen. Gemeinsam mit Heinz büxt sie aus und will den ihr von Krapp übertragenen Auftrag erfüllen. Doch diesmal ist die Zollpolizei vorgewarnt. Sie setzt bei der Jagd auf die Minderjährigen im Gleisbereich Spürhunde ein. Einer von denen reißt sich los und jagt die aufgescheuchten Kinder in einen Tunnel. Als sich ihnen ein D-Zug im vollen Tempo nähert, stolpert ein Kind in Panik und wird beinah vom Zug erfasst. Nur das beherzte Eingreifen eines Zollbeamten rettet sein Leben, während dieser durch seinen wagemutigen Einsatz das eigene verliert. Die heimkehrenden Kinder verbreiten im Dorf das Gerücht, man habe sie in den Tod treiben wollen. Die Stimmung kocht, die Dorfgemeinschaft rottet sich wutentbrannt vor dem Zollamt zusammen. Da wird ein Wagen mit dem toten Zöllner vorgefahren, und alle schweigen betreten.
Marianne sieht auch weiterhin ihre Zukunft als „rechte Hand“ des von ihr bewunderten Bandenchefs Krapp. Dieser hat ein „ganz großes Ding“ mit ihr vor: er will besonders wertvolle Güter unterhalb der Grenze schmuggeln und zwar durch einen Tunnel, den die Rabatzerkinder zuvor gegraben haben. Zuvor soll Marianne im Zollamt einbrechen und das Dienstbuch auskundschaften, um zu sehen, wann genau die Dienstablösungen stattfinden. Sie tut es, kann aber den Dienstbuchkasten mit dem Nachschlüssel nicht mehr abschließen, was später auffällt. Man lässt daraufhin die Wachwechsel ändern. Marianne und Krapp gehen in die Falle der Zollbeamten. Während Krapp bei einem Schusswechsel verwundet wird, kann Marianne durch den unterirdischen Gang entkommen. Sie stellt fest, dass das wertvolle Schmuggelgut kostbare Kirchenschätze sind, die offensichtlich kurz zuvor gestohlen worden sind. Auf der belgischen Seite der Grenze angekommen, trifft sie dort eine Pistolenkugel eines dortigen Grenzers. Am Wegesrand bewusstlos liegend, findet sie ihr dortiger Hehlerkontakt und nimmt sie mit. Später behauptet er, er habe nichts von der avisierten Hehlerware bei ihr gefunden. In Belgien wird sie wie ein willenloses Stück Fleisch behandelt. Daheim in Deutschland machen sich Mariannes Eltern derweil große Sorgen. Ihr Vater will bereits die Polizei einschalten, da kehrt das Mädchen zurück. Marianne ist sehr verstört. Und sie schweigt. Aber immerhin beginnt sie ihr bisheriges Leben zu überdenken, und auch Hans Fischer glaubt daran, dass sie es schaffen könnte, aus diesem Verbrecherdasein auszubrechen.
Währenddessen wurde Krapp scharfen Verhören unterzogen. Man sagt ihm auf den Kopf zu, dass er den Kirchenschatz entwendet habe. Doch Krapp ist eiskalt, er bestreitet alles. Bei einem Transport kann er seinen Bewachern in einem günstigen Moment entkommen. Krapps Rabatzer-Geliebte Cilly, ein ebenso dümmliches und lockeres wie willfähriges Mädchen, hilft ihm auf der Flucht. Marianne, die mit einem Geständnis bei Kommissar Dietrich reinen Tisch machen möchte, wird zuvor von Krapp abgefangen. Sie solle ihm bei der Flucht helfen. Mariannes schärfste Konkurrentin Cilly ist nunmehr neue Truppführerin geworden und leitet ihre wegen des Karnevals kostümierten Rabatzerkinder dazu an, gestohlenes Silberbesteck unter den Kostümen zu verstecken und so über die Grenze zu gehen. Doch diesmal sind die Zöllner gewarnt und können den Trupp dingfest machen. Krapp flieht erneut, wird aber bald gestellt. Es kommt zu einem Schusswechsel mit der Polizei, bei dem Krapp getötet wird. Cilly bricht weinend zusammen. Für die Rabatzerkinder ist dieses Ende ein heilsamer Schock.

## Produktionsnotizen
Der Film, der stark vom filmischen, italienischen Neorealismus Roberto Rossellinis und Luchino Viscontis der Endvierziger Jahre beeinflusst ist, wurde vom 19. Juli bis zum 11. September 1951 gedreht. Außendrehorte waren Aachen und Umgebung, Berlin und der Harz. Die Atelieraufnahmen entstanden in Berlin-Spandau. Nach der FSK-Prüfung am 24. Oktober 1951, die den Film für Jugendliche ab 16 Jahren freigab, lief Sündige Grenze am 8. November 1951 im Aachener Bavaria-Kino an.
Heinz Fiebig war Produktionsleiter, die Bauten stammen aus der Hand von Mathias Matthies und Ellen Schmidt. Arthur Grimm schuf die Standfotos.
In diesem Film gaben eine Fülle von nachmals bekannten Schauspielern ihren Einstand. Horst Buchholz hat einen sekundenkurzen Auftritt als jugendlicher Schmuggler. Auch die Minderjährigen Cornelia Froboess und Wolfgang Jansen traten in Sündige Grenze erstmals vor die Kamera. Gerd Vespermann, der hier Peter Mosbachers Assistenten spielt, hat gleichfalls erstmals zwei kurze Szenen. Für Jan Hendriks, den zweiten männlichen Hauptdarsteller, hielt dieser Film nicht nur die erste Sprechrolle bereit, sondern er bedeutete zugleich seinen Durchbruch als Filmschauspieler.
Das Happy End, das als Konzession gegenüber der besseren Vermarktung gewählt wurde, entsprach nicht dem ursprünglichen Drehbuch. Der Oberganove Krapp, im ursprünglichen Manuskript noch „Kaminski“ bzw. „Kowalki“ geheißen, sollte zwar verhaftet werden, aber mit dem Leben davonkommen, während Marianne im Moment der Erkenntnis ihres bisher fehlerhaften Tuns den kathartischen Tod erleiden sollte.

## Auszeichnungen
- Silberne Dose an Jan Hendriks als bester Nachwuchsdarsteller
- Prädikat wertvoll
- Robert A. Stemmle wurde 1952 auf dem Filmfest in Venedig für den Goldenen Löwen nominiert

## Kritiken
„Robert Adolf Stemmle, der Regisseur, hat sichtlich bei den neuen Italienern gelernt, und die Ansätze zu einem wirklichkeitsnahen Filmstil darin sind beachtlich. Schon der Vorspann führt in die verlassenen Bunker und zwischen die Panzersperren am ehemaligen Westwall, in das gar nicht so ungefährliche Versteckspiel zwischen den halbwüchsigen „Rabbatzer“-Banden und dem Zoll. Diese Kindergesichter sind zweifellos so lebensnah, wie sie der deutsche Film schon lange nicht mehr gekannt hat: die einen von Neugier oder Abenteuerlust unter die Rabbatzer geführt, die anderen von ihren Eltern geschickt. Noch treiben es die meisten nur als eine neue Art Sport, und doch beginnen manche schon abzurutschen, werden Schritt für Schritt zum Verbrechen oder zur Prostitution hingeführt. Leider rutscht auch – mit Rücksicht auf die Kinokassen? – die Geschichte in ihrem Verlauf immer mehr zum herkömmlichen Kintopp ab: wenn eine seelische Wandlung motiviert werden soll, schleppt man einen ganzen geraubten Kirchenschatz nebst der frommen Buße darüber einher; und wenn eine junge Sumpfblüte gerettet zu werden hat, kommt gleich Dieter Borsche als studienreisender Akademiker in allmählich abgegriffenem Edelmut an und hebt als eine Art Heilsarmee-Apostel der Demokratie und der Europa-Union sie zu sich empor. Bemerkenswert jedoch einige junge Schauspielergesichter: Jan Hendriks als Rabbatzhäupling und Inge Egger als moderne demivierge. Nicht zu vergessen Gisela von Collande, die nun ins Mütterfach wechselte und mit ihrer verhärmten und verbitterten Proletenfrau die vielleicht stärkste Leistung gab.“

„Das Drehbuch zu „Sündige Grenze“ ist hart und realistisch. Durch die eigenartige Grenzlandschaft mit den langgezogenen Hügelwäldern, den gesprengten Westwallbunkern, verrostetem Stacheldraht und den Betonklötzen der Panzersperren, durch die steile Schmuggelgasse der „Himmelsleiter“ und den stockfinsteren Gemmenicher  Eisenbahntunnel läßt Regisseur Stemmle Scharen von halbwüchsigen Kaffeeschmugglern ziehen. Fünfhundert Kinder spielen mit. (…) Bei Barlog entdeckte er auch den 22jährigen Jan Hendriks, der sein Filmdebüt als brutaler, alle Frauen verführender Bandenkönig Krapp so glänzend bestand, daß ihm die CCC sofort einen Zweijahresvertrag anbot. Den Bandenchef Krapp ereilt am Schluß des Films die gerechte Strafe aus der Revolvermündung seiner Verfolger, denn das war Stemmle den Jugendämtern schuldig. Das Jugendamt Aachen hatte ohnehin einen warnenden Finger erhoben: der Film „Sündige Grenze“ könnte von weniger gefestigten Charakteren leicht als eine Verherrlichung des Bandenschmuggels aufgefaßt werden. Gegen Vorwürfe solcher Art wappnet sich Stemmle mit dem Argument, daß sein Film als „soziale Anklage“ zu verstehen sei. Seine Rabatzer sind durchaus keine Helden, sondern gehetzte, im Grund ihres Herzens unglückliche Elendskinder. Viele werden durch soziale Not von ihren Eltern zum Schmuggeln getrieben.“

„Ein hochaktuelles Thema. Ein dramatisches Thema, das eigentlich nur erzählt zu werden braucht – die Tatsachen sprechen ja für sich allein. Stemmle versteht sich auf so etwas vorzüglich. Er wühlt erregt in den Akten, die man ihm zur Verfügung gestellt hat. Er studiert die Statistiken und erklärt, daß der Film, den er machen will, eigentlich schon vom Leben geschrieben ist. Er braucht nur das Material, das vor ihm auf dem Schreibtisch liegt, in Bilder zu bannen. Und dann kommt etwas ganz anderes heraus. Kein Tatsachenbericht, sondern Kolportage. Was ist geschehen? Irgend jemand hat herausgefunden, daß dieses einmalige Thema nicht genügt, um einen spannenden Film zu machen, daß unbedingt eine Liebesgeschichte hineinmüsse, daß auch noch ein Bösewicht fehlt, der das junge Mädchen verführt oder doch beinahe verführt, daß es einen Kriminalkommissar geben muß, der nicht nur das Treiben der Jugendlichen aufspürt, sondern sich auch noch in besagtes junges Mädchen verliebt; kurz, daß noch zahlreiche Komplikationen geschaffen werden müssen, die nichts mit dem Problem des Schmuggels durch Kinder zu tun haben. Dieses Problem ist anscheinend nicht gewichtig genug für einen Film von neunzig Minuten Dauer. Die Folge: aus einem Tatsachenfilm wird ein Kolportagefilm, und die ganze Sache hat soviel Wahrscheinlichkeit wie die Schmugglerszene aus dem dritten Akt der Oper „Carmen“. Es ist zum Heulen, wenn man bedenkt, welch großartiges Thema hier vertan wird.“

Paimann’s Filmlisten resümierte: „Ein aktueller Berichtsfilm mit persönlichen Details, der Jugendprobleme zur Diskussion stellt und aufrüttelt; er ist, mit echten Darstellern und Laienspielern, realistisch doch ohne Düsterkeit und auf nicht zimperliche Zuschauer von beachtenswerter Wirkung.“

„Trotz realistischer Milieuschilderung und guter Darsteller liefert der Film kein verläßliches Zeitbild..“